# An Weijiang
An Weijiang (chinesisch 安 伟江; * 27. August 1983) ist ein chinesischer Eisschnellläufer.
An Weijiang startete im Januar 2004 erstmals im Weltcup auf seiner Heimbahn in Harbin. Vor allem auf der 100-Meter-Strecke konnte sich der Sprinter in der Weltspitze etablieren und erreichte hier beim Weltcup im November 2005 in Milwaukee als beste Platzierung einen zweiten Platz. In der Saison 2005/06 kam er auf dieser Strecke im Gesamtweltcup auf den zehnten Platz. Bei den Olympischen Spielen von Turin wurde An 19. über 500 und 33. über 1000 Meter.
Bei den Weltmeisterschaften im Sprintmehrkampf 2008 in Heerenveen belegte An überraschend den 11. Platz.

## Eisschnelllauf-Weltcup-Platzierungen
| Platzierung | 100 m | 500 m | 1000 m | 1500 m | 3000/5000 m | 5000/10000 m | Team |
| ----------- | ----- | ----- | ------ | ------ | ----------- | ------------ | ---- |
| 1. Platz    |       |       |        |        |             |              |      |
| 2. Platz    | 1     |       |        |        |             |              |      |
| 3. Platz    |       |       |        |        |             |              |      |
| Top 10      | 3     | 3     |        |        |             |              |      |

(Stand: 21. November 2009)